# اركايتز رويز
اركايتز رويز (بالإسبانية: Arkaitz Ruiz)‏ (18 يوليو 1989 ببنبلونة في إسبانيا - ) هو لاعب كرة قدم إسباني في مركز الهجوم. لعب مع بوليديبورتيفو إيخيذو.

## وصلات خارجية
- اركايتز رويز على موقع قاعدة بيانات كرة القدم.إي يو (الإنجليزية)
- اركايتز رويز على موقع Soccerway.com (الإنجليزية)